# 미쓰에촌
미쓰에촌(일본어: 御杖村)은 일본 나라현 동쪽 끝에 있는 우다군의 촌이다.

## 지리
소니 고원 남쪽에 위치하고 나바리강의 원류가 있다. 이세 신궁 가도가 지나고 있다.

## 역사
- 1889년 4월 1일 - 정촌제 시행으로 성립하였다.

## 교통

### 도로
- 국도 제368호선 (일본)(일본어판)
- 국도 제369호선 (일본)(일본어판)